# Os Bolechas
Os Bolechas es el nombre de una serie infantil de libros en gallego que narran las aventuras de una familia de ficción creada por Pepe Carreiro en el año 2000, con más de 550 títulos y más de un millón y medio de ejemplares distribuidos.

## Historia
Ediciones A Nosa Terra fue la editorial encargada de la edición de la serie hasta su desaparición en el año 2010. La serie se publica también en Portugal en portugués. Entre el 2010 y el 2011 se publicaron algunos títulos autoeditados por Pepe Carreiro, hasta que en 2012 retomó el proyecto Bolanda Ediciones y Marketing.

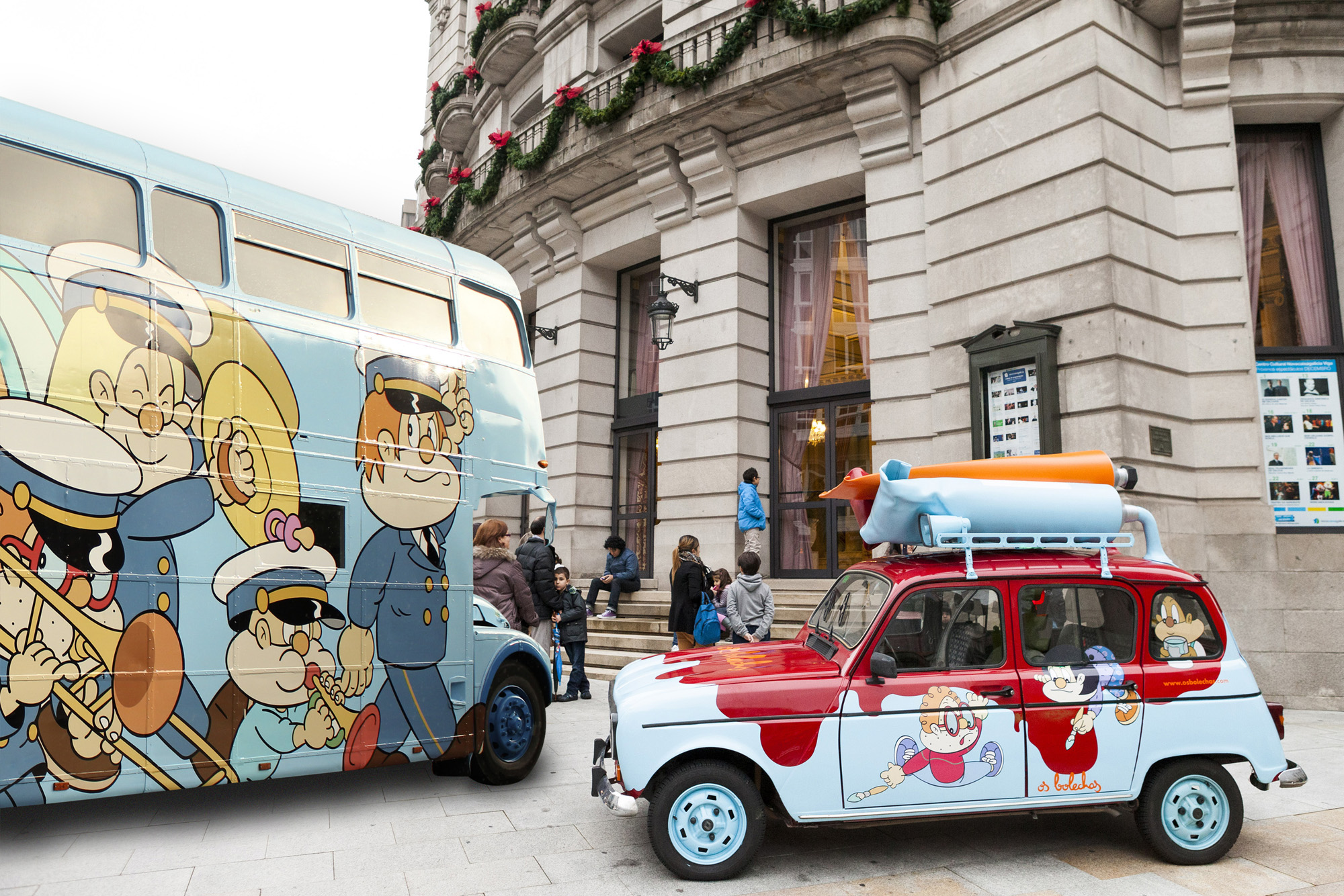
Vehículos de Os Bolechas

En el año 2012 Os Bolechas traspasaron las fronteras literarias para llegar a todos los ámbitos culturales y de ocio relacionados con la infancia y con el idioma gallego. En esta nueva etapa se ampliaron las propuestas en torno a los Bolechas con la creación de una serie de televisión, una línea de joyería infantil, un disco o diversos espectáculos, entre los cuales destacan las giras de Navidad ofrecidas en 2012 y 2013.
Para sus desplazamientos por la geografía gallega, Os Bolechas usan un peculiar coche: un R4 preparado para anunciar la llegada de estos conocidos personajes por todo lo alto. Pero desde 2014 la familia incorporó un nuevo vehículo que estrenó en la cabalgata de Reyes de Santiago de Compostela: un espectacular autobús de dos plantas, típicamente londinense, en cuyo interior se ofrecen actividades destinadas al público infantil.
Pese a la apertura a nuevos campos, Os Bolechas siguen teniendo su base en los cuentos para niños a través de diversas colecciones: guías, bibliotecas, cuadernos... Numerosas instituciones, asociaciones y entidades usan a esta familia para dar a conocer las más variadas iniciativas. 

### Formación
Una de las iniciativas editoriales más destacadas es la Biblioteca Básica Os Bolechas, compuesta por 18 tomos relacionados con diversos aspectos de la vida diaria expuestos con un alto valor pedagógico y una vaca-maleta (la muuulecha) de regalo. La Biblioteca incluye recursos sonoros de fácil acceso desde dispositivos móviles y ordenadores personales: la tecnología "El libro habla", cuya función es acompañar la lectura con recursos sonoros didácticos. Además, todos los libros incorporan pictogramas de fácil lectura, recurso pedagógico que resume la información, mejora la atención y la motivación y ayuda a la comprensión de los niños con dificultades de acceso a la lectura.
En este ámbito de la formación, existen diversas iniciativas que conjugan guías impresas con material digital, como es el caso de Os Bolechas educan a Pepiño Chispa, un libro editado para la campaña de fomento de hábitos de vida saludables desarrollada por la Consellería de Sanidade, el Foro Interalimentario y la Unión de Consumidores de Galicia. Otros títulos destacados son Os Bolechas van ao Parlamento, una completa propuesta que incluye múltiples formatos (editorial, vídeo, recursos digitales…) para dar a conocer entre la infancia el Parlamento de Galicia; Papá Bolechas doa sangue, destinado a dar a conocer y fomentar la donación de sangre; o las campañas de fomento del acogimiento familiar realizada para Cruz Roja o seguridad vial, para la Dirección General de Tráfico .
A finales de 2016 salió una nueva colección, As miñas primeiras Letras Galegas, para la Real Academia Galega (RAG), en la que se da a conocer a los autores a los que la RAG les ha dedicado el Día das Letras Galegas.

### Televisión
En febrero de 2012 Os Bolechas dieron el salto a la televisión. La tvG2 emitió un especial de Carnaval de media hora con los Bolechas en forma de títeres. En septiembre de ese mismo año dio comienzo la primera temporada de la serie, que se emite diariamente en el canal público autonómico dentro del programa Xabarín Club. Actualmente se emite ya la sexta temporada. Y en 2014 la serie sale de Galicia para emitirse en diversas comunidades de todo el país a través de sus televisiones autonómicas, entre ellas Asturias, donde la serie se emite en asturiano. serie En enero de 2015 empezaba la emisión para todo Portugal a través de la televisión pública del país, la RTP, y para los países lusófonos de África a través de RTP-África

### Nuevos proyectos
Paralelamente cuentan con otras iniciativas, como una línea de joyas de los Bolechas elaborada por la firma compostelana Fink-orfebres (enlace roto disponible en Internet Archive; véase el historial, la primera versión y la última). y que cuenta con el sello de garantía de Galicia Calidade, o los libro-discos Os Bolechas fan unha banda, en el que participan 10 grupos e intérpretes gallegos del momento que representan los más variados estilos y Chis Pum, un concierto en directo de los Bolechas con el grupo Monoulious Dop celebrado en la Ciudad de la Cultura de Galicia en diciembre de 2016. 
También destaca la convocatoria de diversos concursos, el último de los cuales, "Debuxa o teu cole", logró la participación de más de 35.000 estudiantes gallegos.

## Personajes
Las aventuras de los Bolechas están protagonizadas por seis hermanos y su perro.
- Carlos Bolechas: es el hermano mayor (unos 7 años), es el "responsable" y el que, por edad, tiene que hacer frente a las situaciones más comprometidas, no sin miedo; es el que más relación tiene con Chispa, el perro de la serie; es comilón, algo bruto, equilibrado y sus juguetes favoritos son los muñecos tipo "Supermúsculos".
- Loli Bolechas: junto con Pili, su hermana gemela, es la segunda en edad (unos 6 años); es activa, positiva, un punto frívola y juega tanto con coches teledirigidos como con muñecas.
- Pili Bolechas: es semejante a su hermana gemela, aunque un poco más seria. Le gustan los oficios tradicionalmente de hombres: mecánica de automoción, carpintería, etc.
- Braulio Bolechas: es el tercero en edad (5 años); tímido, no quiere que lo vean desnudo ni en su intimidad; es el más cerebral de los hermanos y algo despistado; le gustan los instrumentos de música y los ordenadores, además de otros juguetes de tipo "científico".
- Sonia Bolechas: es la cuarta en edad (3 años); es caprichosa y algo cuentista y chivata; un poco “maruja”; le gusta andar con cosas de mujeres adultas: bolsos, zapatos de tacón, barra de labios; sus juguetes favoritos son los relacionados con los salones de peluquería y estética; le encantan las princesas.
- Tatá Bolechas: es el más pequeño de la familia (9 meses); aún no habla ni anda; es un bebé "serio", poco dado a las patrañas propias de su edad; curioso; su compañía inseparable es el chupete; se lleva bien con Chispa, quizás porque ninguno de los dos habla.
- Chispa: es un perro de raza husky siberiano; anda siempre entre los dueños; su presencia, aunque discreta, se hace notar; es un perro de peso, poco dado a ladrar sin motivo.

Otros: además de estos protagonistas, en la serie hay varios personajes secundarios, entre los cuales destacan la madre y el padre, los abuelos, primos, amigos...